# Patrick Murphy (Radsportler)
James Patrick „Pat“ Murphy (* 7. November 1933 in South Norwich, Ontario) ist ein ehemaliger kanadischer Radrennfahrer.

## Sportliche Laufbahn
Murphy war im Straßenradsport und im Bahnradsport aktiv. Er war Teilnehmer der Olympischen Sommerspiele 1956 in Melbourne. Im Straßenrennen kam er auf den 29. Rang. Kanada kam mit Patrick Murphy, Fred Markus und James Davies nicht in die Mannschaftswertung im Straßenrennen.
1959 fuhr er als Berufsfahrer im italienischen Radsportteam Torpado, blieb jedoch ohne Erfolge als Radprofi. Am Ende der Saison beendete er seine Profilaufbahn.